# Тінлей Дорджі (футболіст)
Тінлей Дорджі (нар. 5 травня 1990) — бутанський футболіст, захисник клубу «Транспорт Юнайтед» та національної збірної Бутану.

## Клубна кар'єра
Футбольну кар'єру розпочав 2012 року в «Єедзіні». На початку липня 2015 року підсилив «Друк Юнайтед», по завершенні контракту з яким перейшов до «Тертонс». З 2018 року захищає кольори «Транспорт Юнайтед».

## Кар'єра в збірній
У футболці національної збірної Бутану дебютував 19 березня 2013 року в програному (1:2) товариському поєдинку проти збірної Непалу.